# Polizeiruf 110: Ein bißchen Alibi
Ein bißchen Alibi ist ein deutscher Kriminalfilm von Hans-Joachim Hildebrandt aus dem Jahr 1972. Der Fernsehfilm erschien als 8. Folge der Filmreihe Polizeiruf 110.

## Handlung
Wie jede Woche macht sich Rentner Wilhelm Hoppe zurecht, um sich mit seinen Freunden Tanne und Frosig im Gasthaus Klause zu einem Skatabend zu treffen. Der ehemalige Schneider Opa Hoppe, wie er von den Hausbewohnern genannt wird, gilt als wohlhabend und freigiebig. Als ihn Hausmeister Uhlig im Hausflur abpasst und um Geld bittet, lehnt Hoppe dennoch ab: Uhlig behandelt seine Frau schlecht, die die drei kleinen Kinder fast allein großziehen muss, und vertrinkt das Haushaltsgeld in der Kneipe. Hoppe gibt ihm einige gute Ratschläge und geht. Wütend ruft Uhlig ihm hinterher, dass ihm mal ein paar Tausender gestohlen werden sollten.
In der Klause trinkt Hoppe aus Ärger über das Vorkommnis mehr als gewöhnlich. Er wird redselig und gesteht angetrunken, dass er gar kein Sparbuch oder Konto habe, weil er so einst viel Geld verloren habe. Ein wenig prahlt Hoppe auch mit seinem Vermögen, gibt einige Runden aus und verlässt schließlich das Lokal gemeinsam mit Frosig als Letzter. Andere Gäste, wie der in Kellnerin Anette Fleck verliebte Bodo Wendler, sind schon lange gegangen. Der verheiratete Wirt Hermann Stelter hat ein Verhältnis mit Anette, die sich von ihm für ihre Liebesdienste bezahlen lässt. Mitten im Liebesspiel klopft der angetrunkene Uhlig ans Fenster und erhält von Stelter eine Flasche Schnaps. Uhlig verbringt die Nacht betrunken in einer Gartenlaube vor seinem Mietshaus.
Am nächsten Morgen sieht eine Nachbarin nach Opa Hoppe und findet ihn tot in seinem Schlafzimmer vor. Offensichtlich wurde er erschlagen. Oberleutnant Peter Fuchs, Leutnant Vera Arndt und der neue Leutnant Lutz Subras nehmen sich des Falls an. Zunächst verdächtigen sie Hausmeister Uhlig. In dessen Laube finden sich blutbefleckte Schuhe. Sie gehören jedoch nicht dem Opfer Hoppe, sondern dem Täter. Über die Abnutzungserscheinungen kann unter anderem festgestellt werden, dass der Täter seine Arbeit stehend ausübt. Die Ermittler befragen Wirt Hermann Stelter, der aufgrund der gemeinsamen Nacht mit Anette wenigstens ein „kleines Alibi“ vorzuweisen hat. Er berichtet jedoch, dass der Aufbruch von Hoppe an dem Abend verzögert wurde, weil Hoppes Hut fehlte. Er habe sich auch nicht angefunden, sodass Hoppe ohne Hut gegangen sei. In Hoppes Wohnung wiederum lag der Hut. Die Ermittler rekonstruieren, dass der Täter Hoppe gekannt haben muss. Er muss von dem Geldbetrag in Hoppes Wohnung gewusst und den Hut an sich genommen haben, um sich mit dem Nachbringen des Hutes Zutritt zu Hoppes Wohnung zu verschaffen.
An den Schuhen des Täters finden sich Treberspuren, der zum Beispiel bei der Arbeit mit Wein und Malz entsteht. Der Absatz der Schuhe ist zudem eigentümlich befestigt und tatsächlich kann der Schuhmacher ausfindig gemacht werden, der die Absätze anbrachte. Er verweist die Ermittler auf Bodo Wendler, der in einer Malzfabrik arbeitet und am Abend von Hoppes Skatspiel anwesend war. Als die Ermittler die Fabrik betreten, flieht Bodo. Die Ermittler eilen ihm nach, doch finden sie ihn in seiner Wohnung nur erhängt vor. Aktbilder und eine Fotocollage, die Anette nackt zeigt, zeugen von einer gewissen Manie. Beim Friseur, bei dem Anette früher gearbeitet hat, erfährt Vera Arndt, dass Anette wegen Diebstahls entlassen wurde. Sie hatte Schulden und immer wieder Geld aus der Kasse genommen.
Die Ermittler befragen Anette in Anwesenheit von Wirt Hermann Stelter. Sie geben vor, dass Bodo gegen Hermann ausgesagt habe. Als Hermann bei seiner Version bleibt, an dem Abend mit Anette zusammen gewesen zu sein, treiben die Ermittler Anette mit einer vorgeblichen Aussage Bodos in die Enge. Hermann wiederum bestätigt nun, dass Anette in der Nacht wie ausgemacht früher gegangen sei, um dann durch den Hintereingang zurück zum Rendezvous zu kommen – sie kam jedoch erst eine Stunde später als abgemacht zurück und hatte die Tasche voller Geld. Anette reagiert aufgebracht, dass Hermann sie verrät. Sie gesteht, dass Bodo ihr hörig war. Er wollte mit ihr schlafen, hatte jedoch kein Geld. Sie überredete ihn, das Geld bei Hoppe zu holen. Als er aussteigen wollte, ging sie allein, wodurch Bodo es sich anders überlegte. Sie brachte Hoppe den Hut, der sie in die Wohnung ließ. Unbemerkt gelangte auch Bodo in die Wohnung. Anette begann die Wohnung zu durchsuchen und Hoppe, der nicht so betrunken war wie angenommen, reagierte empört und entsetzt. Anette erschlug ihn mit einem Bügeleisen. Sie brachte den konsternierten Bodo dazu, seine vom Blut befleckten Schuhe gegen die von Hoppe zu tauschen. Nach kurzer Zeit hatte sie zudem die Ersparnisse Hoppes gefunden, von denen Bodo ein Drittel erhielt.
Peter Fuchs lässt sie abführen und sagt ihr, dass Bodo Selbstmord begangen habe. Anette bricht zusammen. Peter Fuchs richtet auch an Wirt Hermann Stelter ernste Worte: Er habe von dem Geld in Anettes Tasche gewusst und den Ermittlern nichts gesagt. Sein Plan, Anette später mit seinem Wissen zu erpressen, sei nun nicht aufgegangen.

## Produktion
Ein bißchen Alibi wurde vom 24. April bis Anfang Juni 1972 in Berlin und Umgebung gedreht. Eine Szene wurde im Dynamo Sportforum Hohenschönhausen in einem Freibad gedreht, welches sich neben der Schwimmhalle befand. Die Kostüme des Films schuf Ruth Karge, die Filmbauten stammen von Christoph Lindemann. Der Film erlebte am 20. August 1972 im 1. Programm des Fernsehens der DDR seine Fernsehpremiere.
Es war die 8. Folge der Filmreihe Polizeiruf 110. Oberleutnant Peter Fuchs und Leutnant Vera Arndt ermittelten in ihrem 7. Fall, während Kriminal-Wachtmeister Lutz Subras sein Debüt als Ermittler gab. Im Film wird der erste Raubmord der Reihe aufgeklärt.

## Kritik
Die Kritik lobte zwar die sehr gute Besetzung des Films, befand jedoch, dass er „das mangelnde Geschick der ostdeutschen Fernsehkriminalisten [belege], mit solch einem Delikt [Raubmord] umzugehen.“ Der Fall wirke vorhersehbar und zum Teil unglaubwürdig konstruiert, während einige Figuren wie Anette und Bodo wenig profiliert erschienen.